# 托羅山
18°57′46″S 66°26′11″W / 18.96278°S 66.43639°W
托羅山（Thuru），是玻利維亞的山峰，位於該國西部奧魯羅省的埃杜阿多阿瓦羅亞省，處於瓦瓦查尼山西南面、維拉科柳山西北面，屬於安第斯山脈的一部分，海拔高度5,179米。